# Agricolândia
Agricolândia est une municipalité brésilienne située dans l'État du Piauí.